# The Relentless Law
The Relentless Law è un cortometraggio muto del 1912 diretto da Allan Dwan

## Trama
Trama in (EN)  di Moving Picture World  su IMDb

## Produzione
Il film fu prodotto dalla Flying A (American Film Manufacturing Company).

## Distribuzione
Distribuito dalla Motion Picture Distributors and Sales Company, il film - un cortometraggio in una bobina - uscì nelle sale cinematografiche USA il 15 gennaio 1912 uscendo poi nelle sale del Regno Unito il 16 marzo di quello stesso anno.